# あまつまりな
あまつ まりな（12月28日 - ）は、2.5次元モデルとしてグラビアで活躍している日本のタレント。所属事務所は株式会社スタニングアーツ。

## 来歴
2017年10月から"あまつ様"として投稿した画像がSNSで注目を集め、本人がイベントや映像に登場しないことから「実在しない」という憶測を生む。2019年12月27日、あまつ様ファースト写真集『水泡』を発売。
ぱんつの姫、ぱんつ姫とも呼ばれ、2020年8月2日のパンツの日に、「あまつまりな」への改名を発表。肉声も初公開された。
2020年から2021年頃には、えなこ、伊織もえと並んで3大コスプレイヤーに数えられる。2022年、写真集『see-through』を発表した。
2022年3月30日、歌手AMATSUとしてシングル曲デビュー。作詞も手掛けた。
所属事務所の紹介によれば、趣味はコスプレ、特技はお裁縫である。
2.5次元モデルとして活動する上で、高橋留美子が描く女性の身体のラインに、子供の頃から影響を受けたと話す。
あまつと同じ事務所に所属するモデルでコスプレイヤーの "やなぎばころん" が、あまつのマネージャーを兼務している。キー局で報道番組も制作していた元テレビ・ディレクターで、あまつとスタニングアーツのタレント部署をスタートした。

## ディスコグラフィ
シングル
- 世界が終わるその瞬間（とき）だけは（2022年3月30日、W Music Labels） - 歌手AMATSUとして1stシングル。表題曲は作詞も担当[15][16]。

## 出演
- 「H-POP to World」ファッションショーモデル
- 渋谷クロスFM「あまつまりなのつまりな！」
- カノウリョウマ×あまつまりな写真展「ricca rokka」[19]

### ブランドモデル
- Pharfaite[20]
- Predator Rat - うしじまいい肉プロデュースのファッション・ブランドで、同名の写真集に参加（2018年3月1日、一迅社）。ISBN 978-4758015837[21]
- バンダイナムコアーツ「VIDESTA」[22][23][24]
- Lola wed.

## 出版

### 写真集
- よむタイツ palette（2019年10月25日、ワニブックス［月鈴舎］、撮影：猿山秀人）ISBN 978-4847098468[25]
- 水泡（2019年12月27日、ワニブックス［月鈴舎］、撮影：猿山秀人）ISBN 978-4847082375 [6][7]
- 空蝉～うつせみ～（2020年11月27日、秋田書店、撮影：LUCKMAN）ISBN 978-4253011051[8][26]
- See-through（2022年6月21日、秋田書店、撮影：藤本和典）ISBN 978-4253011143[27][28]
- 妄想を刺激するえちえち水着写真集（2023年8月22日、玄光社、撮影：藤本和典）ISBN 978-4768318201 - 他モデル：とみこ、やなぎばころん、うたたね翠[29][30]
- Lace up（2024年7月26日、小学館、撮影：西條彰仁）ISBN 978-4096824597[31][注釈 1]

### デジタル写真集
- あまつ様すぽーつ（2020年10月29日、白泉社［ハレム］、撮影：中山雅文）[36]
- あまつ様ぷれぜんと（2021年1月29日、白泉社［ハレム］、撮影：鈴木ゴータ）[37]
- あまつ様の向う側（2021年2月1日、秋田書店［ヤングチャンピオンデジグラ］）
- コスプレ界のラスボス現る。（2021年3月29日、集英社［週プレ PHOTO BOOK］、撮影：藤本和典）[38]
- この美女は実在する！（2021年4月20日、双葉社［EX大衆デジタル写真集］、撮影：LUCKMAN）[39]
- はじまる予感（2021年4月20日、双葉社［漫画アクションデジタル写真集］、撮影：Takeo Dec.）[40]
- 異次元への誘い（2021年5月17日、小学館［スピ/サン グラビアフォトブック］、撮影：矢西誠二）[41]
- あまつ様とのキョリ（2021年6月4日、スクウェア・エニックス［ヤングガンガンデジタル写真集］、撮影：佐藤佑一）[42]
- ricca rocca（2021年6月7日、小学館［週刊ポストデジタル写真集］、撮影：カノウリョウマ）[43]
- あの夏、ふたりは（2021年8月26日、光文社［Platinum FLASHデジタル写真集］、撮影：松田忠雄）[44]
- あまつ様の気になるすきま（2021年11月1日、秋田書店［ヤングチャンピオンデジグラ］）
- あまつまりなは実在する。（2022年2月21日、集英社［週プレ PHOTO BOOK］、撮影：田口まき）[45]
- 新人漫画家の僕の家に今日初めてポージングモデルがやってきました（2022年3月4日、スクウェア・エニックス［ヤングガンガンデジタル写真集］、撮影：西條彰仁）[46]
- 私は絵画になりたい（2022年3月25日、光文社［FLASHデジタル写真集］、撮影：東京祐）[47]
- アートなカーヴィーボディ。（2022年4月18日、集英社［週プレ PHOTO BOOK］、撮影：田口まき）[48]
- The Queen（2022年8月29日、撮影：やすいきしょう）※Amazon Kindle限定[49]
- 2.5次元ライン（2022年11月16日、KADOKAWA［Gテレデジタル！］）[50]
- 波音に包まれて（2023年1月27日、光文社［Platinum FLASHデジタル写真集］、撮影：桑島智輝）[51]
- シルクな素肌（2023年3月6日、少年画報社［デジタルブルグラ］、撮影：LUCKMAN）[52]
- 楚楚（2023年3月27日、小学館［週刊ポストデジタル写真集］、撮影：藤本和典）[53]
- 湿った夏の艶めき（2023年9月4日、小学館［週刊ポストデジタル写真集］、撮影：西條彰仁）[54]
- 恋はハーバーライトに揺れて（2024年3月31日、光文社［Platinum FLASHデジタル写真集］、撮影：横山マサト）[55]
- ツナギを脱いだら（2024年9月27日、扶桑社［SPA!デジタル写真集］、撮影：藤本和典）
- DISTANCE（2024年10月19日、撮影：やすいきしょう）
- 天女の誘惑（2024年12月3日、光文社［FLASHデジタル写真集］、撮影：大辻隆広）[56]
- Lace up tightly（2025年2月21日、小学館、撮影：西條彰仁）[57]

### 雑誌
- 2018年
  - 玄光社「パンツ専門ポーズ集 パンツが大好きだから大至急パンツを描きたい！」モデル
    - 2018年4月7日発売[58]、ISBN 978-4-7683-0905-6

  - 光文社「FLASH」袋とじグラビア
  - GOT「アンスリウム 10,11月号」グラビア
  - 白泉社「ヤングアニマル 23号」巻末グラビア
  - 白泉社「ハレム vol.1,2」電子グラビア写真集
- 2019年
  - 白泉社「ヤングアニマル No.7」表紙&巻頭グラビア
  - 白泉社「ハレム vol.5.6.7.8.9.10」電子グラビア写真集
  - GOT「アンスリウム 6月号」グラビア
  - 白泉社「ヤングアニマル No.15」表紙&巻頭グラビア
  - クイーンズブレイドWHITE TRIANGLE 新スチル「KO-RIN アイリ」
  - 秋田書店「ヤングチャンピオン烈 No.9」表紙&巻頭グラビア
  - 白泉社「ヤングアニマル 24号」表紙&巻頭グラビア
- 2020年
  - 白泉社「ヤングアニマル 1号」表紙&巻頭グラビア
  - 白泉社「ハレム vol.13.14」電子グラビア写真集
  - 講談社「FRIDAY 24号」袋とじグラビア
  - 秋田書店「ヤングチャンピオン烈 No.2」表紙&巻頭グラビア
  - 小学館「ビッグコミックスピリッツ 2020年19号」巻末グラビア
  - 白泉社「ヤングアニマル 9,10合併号」表紙&巻頭グラビア
  - 白泉社「ハレム vol.17.18」電子グラビア写真集
  - 小学館「月刊サンデーGX 2020年6月号」特別付録『ヴァンピアーズ』SPECIAL 百合 PHOTO BOOK
  - 徳間書店「アサ芸secret! Vol.64」表紙＆巻頭グラビア
  - 秋田書店「ヤングチャンピオン No.13」表紙&巻頭グラビア
  - 玄光社「フォトテクニックデジタル 7月号」表紙＆巻頭グラビア
  - 光文社「FLASH 2020/7.7」巻中グラビア
  - KADOKAWA「ヤングドラゴンエイジ vol.3」表紙＆巻頭グラビア
  - 秋田書店「別冊ヤングチャンピオン 10月号」表紙＆巻頭グラビア
  - WEBマガジン「HARAJUKU POP WEB」バーチャル背景リレー[59]
  - WEBマガジン「HARAJUKU POP WEB」ロリータポートレート撮りおろし掲載[11]
  - 講談社「FRIDAY 2020/9.25」巻中グラビア
  - 玄光社「グラビアアーカイブス2020 AutumnEdition」表紙＆巻頭グラビア
    - 2020年9月29日発売[60]、ISBN 9784768313565

  - 白泉社「ヤングアニマル No.20」表紙＆巻頭グラビア
  - 秋田書店「ヤングチャンピオン No.22」表紙＆巻頭グラビア
  - 秋田書店「ヤングチャンピオン No.24」表紙・巻頭・巻中グラビア
  - 徳間書店「アサ芸secret! vol.67」表紙＆巻頭グラビア
- 2021年
  - 白泉社「ヤングアニマル No.2」表紙＆巻頭グラビア
  - 「サイゾー 1,2月合併号」表紙＆巻頭グラビア
  - 双葉社「EX大衆 3月号」巻中グラビア
  - 交通タイムス社「CARトップ」表紙＆グラビア
  - 秋田書店「ヤングチャンピオン No.07」表紙＆巻頭グラビア
  - 集英社「週刊プレイボーイ No.15」巻中グラビア
  - 宝島社「GIRLS graph. 002」裏表紙＆巻末グラビア
  - 小学館「週刊ビッグコミックスピリッツ No.20」表紙＆巻頭グラビア
  - 双葉社「漫画アクション 2021年5/4号」表紙＆巻頭グラビア
  - スクウェア・エニックス「ヤングガンガン No.12」表紙＆巻頭グラビア
  - 秋田書店「ヤングチャンピオン烈 2021年No.10」表紙＆巻頭
- 2022年
  - 集英社「週刊プレイボーイ No.10」巻中グラビア＆DVD
  - スクウェア・エニックス「ヤングガンガン No.06」表紙＆巻頭グラビア
  - 光文社「FLASH 2022/3.22」表紙＆巻頭グラビア
  - 「サイゾー 4,5月号」表紙＆巻頭グラビア
  - 集英社「週刊プレイボーイ No.18」巻中グラビア

### カレンダー
- 卓上 あまつまりな4月始まりカレンダー（2023年2月25日、ハゴロモ）[61][62][63]
- あまつまりな 2024カレンダー（2023年11月4日、ハゴロモ）[64][65][66]